# Анда (село)
Анда (груз. ანდა) — село в Грузії.
За даними перепису населення 2014 року в селі проживає 74 особи.